# Hexatoma (Eriocera) quadriatrata
Hexatoma (Eriocera) quadriatrata is een tweevleugelige uit de familie steltmuggen (Limoniidae). De soort komt voor in het Oriëntaals gebied.